# 高月清
高月 清（たかつき きよし、1930年7月24日 - 2021年5月23日）は、日本の内科学者。熊本大学名誉教授。成人T細胞白血病(ATL)の発見者。

## 経歴
東京都出身。1954年京都大学医学部卒業。同大学院医学研究科修了。同大医学部講師、米コロンビア大学研究員などを経て、熊本大学医学部教授、同大病院長、医学研究所北野病院（大阪市）病院長などを歴任した。
リンパ性白血病の研究をする中で九州に多いATL患者と出会い、1976年に国際学会で新たな疾患として発表。後にウイルスによる白血病として初めて証明され、世界の注目を浴びた。その後、病態を明らかにし診断法を確立した。エイズ制圧に向けた基礎研究の代表者も務めた。
2021年5月23日、京都府宇治市の自宅で死去。90歳没。死没日をもって正四位に叙される。

## 受賞歴
- 1983年 - 野口英世記念医学賞、武田医学賞、高松宮妃癌研究基金学術賞
- 1986年 - 朝日賞[3]
- 1993年 - 紫綬褒章
- 1994年 - 日本癌学会長與又郎賞
- 1995年 - 文化功労者
- 2004年 - 瑞宝重光章
- 2019年 - 熊本県近代文化功労者[4]

## 著書
- 生体制御の破綻と修復: 第20回阿蘇シンポジウム記録1996	高月清, 渡邊武, 植田浩司 編	南山堂　1997.7
- 血液病学の進歩: 症例から研究へ	高月清 編	南江堂　1996.2
- シグナル伝達と病態: 第19回阿蘇シンポジウム記録1995	高月清, 尾上薫 編	南山堂　1996.7
- 清風おもむろにきたりて水波おこらず	高月清 著	高月清　1996.3
- AIDS制圧に向けて	高月清 編	医歯薬　1996.11
- 治療の開拓: 第17回阿蘇シンポジウム記録1993	高月清, 渡辺武 編	南山堂　1994.6
- 成人T細胞白血病・リンパ腫	高月清 編	西村書店　1992.1
- 血管内皮と生体制御: 第15回阿蘇シンポジウム1991	渡辺武, 高月清 編	南山堂　1992.6
- B細胞腫瘍	高月清 編	西村書店　1991.4